# كوجي مياتا
كوجي مياتا (باليابانية: 宮田 孝治) (مواليد 15 يناير 1923)، هو لاعب كرة قدم ياباني سابق كان يلعب كلاعب وسط. سبق له أن لعب مع منتخب اليابان.

## وصلات خارجية
- كوجي مياتا على موقع ناشيونال فوتبول تيمز (الإنجليزية)

- National Football Teams
- Japan National Football Team Database